# Sant Joan Baptista de fusta
El Sant Joan Baptista de fusta és una escultura realitzada per Donatello l'any 1438 per a la capella del mateix nom a la basílica de Santa Maria dei Frari a la ciutat de Venècia. Té una altura de 141 cm.

## Història
La presència d'una obra de Donatello a Venècia és particularment inusual, el que va provocar els seus dubtes sobre la seva autenticitat. L'explicació per a la data va acabar amb una doble alternativa: la teoria de la qual va ser la seva realització per l'artista l'any 1438, per l'encàrrec d'un florentí pertanyent a la confraria de la capella dedicada a Sant Joan Baptista de la basílica de Venècia. Durant la restauració de 1973, va ser descoberta la data de 1438, la qual cosa situa l'obra al període dels grans bronzes clàssics, com el David i l’Atis-Amor.
La notable diferència amb aquestes obres va qüestionar l'autenticitat de les dades, una altra possibilitat era la col·locació de l'estàtua entre les obres del període de Pàdua, potser encarregada pels nobles venecians gràcies a la fama assolida per l'escultor, per estar a prop ambdues ciutats, o a l'etapa de la vellesa (1453-1455), per l'evident afinitat amb la Magdalena penitent.
Tenint lloc la seva elaboració per la data descoberta que es remunta als anys trenta, mostra una prova de l'extraordinària varietat d'estils els que l'autor podria dedicar-se, treballant a la creació de registres completament diferents, i per dominar totes les tècniques de l'escultura.

## Descripció
L'escultura està col·locada dintre d'un majestuós políptic, als costats del qual es troben imatges d'una santa i un bisbe realitzades per un artista desconegut, a la capella dedicada a Sant Joan Baptista.
El sant es caracteritza per traços deliberadament molt expressius i per la rígida monumentalitat. Cobert amb un vestit amb teixit de camellot, avança un pas cap endavant amb la cama dreta, la mà esquerra, parcialment coberta amb un mantell daurat, sosté una cartel·la amb les paraules que havia dit a les riberes del riu Jordà, a la vista de Crist: «Ecce Agnus Dei».
La figura de l'asceta, com en aquest cas, l'havia feta en repetides ocasions Donatello, a les obres tan expressives com el profeta Jeremies
i la monumental Magdalena penitent al Museu dell'Opera del Duomo (Florència).
Un treball sobre el mateix tema va ser realitzat per l'artista a la seva època de maduresa, cap el1455 per a la catedral de Siena, el Sant Joan Baptista de bronze, caracteritzat d'una manera més dramàtica i amb unes línies d'un treball ja més madur de Donatello.